# استر هیکس
استر هیکس (با نام خانوادگی سابق ویوِر(weaver)، متولد ۵ مارس ۱۹۴۸) سخنران و نویسنده الهام بخش آمریکایی است. او ۹ کتاب را با همسرش جری هیکس همکاری کرده‌است، کارهای زیادی را دربارهٔ قانون جذب با انتشارات آبراهام هیکس ارائه کرده‌است و در نسخه اصلی فیلم راز محصول ۲۰۰۶ منتشر شده‌است. کتاب‌های هیکس، از جمله: سری قانون جذب، بر اساس آموزه‌های آبراهام هیکس است که «الهاماتی از سوی موجوداتی غیر فیزیکی به نام «ابراهام» است. هیکس آنچه را که او انجام می‌دهد را به عنوان «بهره‌گیری از اطلاعات بی‌نهایت» توصیف می‌کند.

## زندگی‌نامه
استر ورور در کوالویل، یوتا متولد شد. در سال ۱۹۸۰ با جری هیکس ازدواج کرد. استر یک دختر به نام تریسی دارد که حاصل ازدواج سابقش است. جری هیکس در ۱۸ نوامبر ۲۰۱۱ فوت کرد.

## طرح آبراهام - تعالیم هیکس
بر طبق این طرح استر و جری هیکس، «ابرااهام»، شامل یک گروه از اشخاص است که توسط استر هیکس تفسیر شده‌است. ابراهام خود را به عنوان «یک آگاهی گروهی از ابعاد غیر فیزیکی» توصیف کرده‌است. آن‌ها همچنین گفتنه‌اند که: «ما همان چیزی هستیم که شما هستید، و شما پیشروی آن چیزی هستید که ما هستیم. ما همان چیزی هستیم که در قلب همه ادیان قرار دارد.» ابراهیم از استر این گونه گفته‌است که هر لحظه از لحظات عاشقانه، هیجان یا شادی خالص احساس می‌شود، این انرژی منبع است و همین است که ابراهیم است.
استر خود را آبراهام "هوش بی نهایت" می‌نامد، و در مورد جری می‌گویند "خالص‌ترین شکل عشق است که من تا کنون تجربه کرده‌ام". آموزه‌های او (به نام "تعالیم ابراهیم هیکس") بر اساس این تجربه است. اصول اساسی تعالیم، شامل این می‌شود که مردم می‌توانند واقعیت خود را از طریق توجه و تمرکز خود ایجاد کنند. احساسات، یک سیستم هدایت کننده شخصی است که نشان می‌دهد که چگونه شخص نزدیک یا دور است که چگونه منبع خود را در مورد موضوع خاص تمرکز می‌کند. زندگی به معنای سرگرم‌کننده و آسان است. ماهیت تعالیم ابراهیم-هیکس از سال ۱۹۸۶ به شرح زیر ارائه شده‌است:
- شخصیت یک فرد دنباله ای از وجود غیر فیزیکی اش است.
- مردم در بدن خود هستند چون آن‌ها تصمیم گرفته‌اند که اینطور باشد.
- پایهٔ اولیهٔ زندگی آزادی است؛ هدف از زندگی شادی است؛ نتیجهٔ زندگی، رشد است.
- مردم خالق زندگی خود هستند؛ آن‌ها با افکار و توجه خود، زندگی خود را خلق می‌کنند.
- هر آنچه که مردم به وضوح با احساسات خود می‌توانند تصور کنند، که این امر با ایجاد یک ارتعاش کامل بوقوع می‌پیوندد، همان چیزی است که آن‌ها می‌توانند باشند، یا انجام دهند، یا داشته باشند.
- هر آنچه در زندگی یک فرد وجود دارد خود او آن را خلق کرده‌است، که این امر با استفاده از توجه و انرژی و تمرکزی که روی هر چیزی می‌گذارد به وقوع می‌پیوندد.
- احساسات نشان می‌دهد که مردم چه چیزی در زندگیشان خلق می‌کنند، این خلق خواه به صورت خودآگاه اتفاق می‌افتد خواه ناخودآگاهانه.
- جهان نیت و قصد افراد را می‌داند و آن‌ها را ستایش کرده و همراهی می‌کند.
- زندگی فردی هر کسی او را به این دعوت می‌کند که به سلامتی و تندرستی خویش توجه کند و بداند که همه چیز به خوبی پیش می‌رود.
- زندگی به معنای مبارزه نیست بلکه یک فرایند اجازه دادن است.
- مردم خالق زندگی خود در یک مسیر همراه با شادی می‌باشند که این مسیر مختص و برای هر کس منحصر به فرد است.
- تمایلات فیزیکی ما که در دنیای بیرون متظاهر می‌شوند مانند پول، روابط، و سبک زندگی موفق ،نتیجهٔ تمرکز بر شادی و احساس خوب است.
- افراد ممکن است اگر بیماری یا دردی در بدن خود داشته باشند آن را ترک بکنند.
- مردم نمی‌توانند بمیرند زندگی آن‌ها ابدی است مرگ بدن جسمانی پایان فردیت یک فرد نیست.
- ماهیت جهان، تأیید زندگی است. جهان، بی‌نهایت، خالق، و هر لحظه در حال گسترش است.
- تمام درخواست‌های انسان از قبل اجابت شده‌اند.
- فردیت هر کسی نه تنها بخشی از جهان است، بلکه منبع آن نیز می‌باشد.

بخش بزرگی از کارهای هیکز در اطراف قانون جاذبه، یک مفهوم است که ویلیام واکر اتکینسون (۱۸۶۲–۱۹۳۲) در کتاب خود در کتاب «ارتعاش اندیشه» یا قانون جذب در جهان فکر (۱۹۰۶) نوشت.

## کتاب‌ها
- قدرت شگفت‌انگیز قصد عمدی (ژانویه ۲۰۰۶)،
- قانون جاذبه (اکتبر ۲۰۰۶)،
- قدرت هیجان‌ها (سپتامبر ۲۰۰۸)،
- پول و قانون جاذبه: یادگیری برای جذب سلامت،
- ثروت و شادی، و گرداب: جایی که قانون جذابیت همه روابط تعاونی را تدوین می‌کند (۲۰۰۹)
- آغاز جدید من: کتاب راهنمای بقای شادی، توسط جری و استر هیکس. منتشر شده توسط انتشارات ابراهیم هیکس، ویرایش پنجم، ۱۹۸۸.
- آغاز جدید ۲: یک کتابچه راهنمای شخصی برای تقویت زندگی، آزادی و پیروی از شادی، توسط جری و استر هیکس. منتشر شده توسط انتشارات ابراهیم هیکس، ۱۹۹۱.
- سارا و فریبندگی دوستان، توسط استر و جری هیکس. منتشر شده توسط انتشارات ابراهیم هیکس، ۱۹۹۵.[۳]
- بخواهید و دریافت کنید: یادگیری برای ابراز خواسته‌های خود را توسط استر و جری Hicks. منتشر شده توسط Hay House، ۲۰۰۵.
- قدرت شگفت‌انگیز قصد عمدی: زندگی استرالیایی و جری هیکس. مشارکت کننده Louise L. Hay. منتشر شده توسط Hay House، ۲۰۰۵.
- قانون جاذبه: مبانی آموزه‌های ابراهیم استر و جری هاکس. منتشر شده توسط Hay House، ۲۰۰۶.
- سارا، جلد ۱: سارا در مورد قانون جاذبه، توسط استر و جری هیکس راز می‌آموزد. نقاشی توسط کارولین سارگارت. منتشر شده توسط Hay House، ۲۰۰۷.
- سارا، جلد ۲: دوستان بی بال و پر سلیمان، توسط استر و جری هیکس. نقاشی توسط کارولین سارگارت. منتشر شده توسط Hay House Inc، ۲۰۰۷.
- سارا، جلد ۳: یک جفت سخنرانی برای هزاران کلمه ارزشمند است، توسط استر و جری هیکس. نقاشی توسط کارولین سارگارت. منتشر شده توسط Hay House Inc، ۲۰۰۸.
- قدرت هیجان انگیز، توسط استر و جری هیکس. منتشر شده توسط Hay House Inc، ۲۰۰۸.
- پول و قانون جاذبه: یادگیری برای جذب سلامت، ثروت و شادی توسط استر و جری هیکس. منتشر شده توسط Hay House، ۲۰۰۸.
- ورتکس: جایی که قانون جاذبه، تمام روابط تعاونی را با استر و جری هیکس ادغام می‌کند. منتشر شده توسط Hay House، ۲۰۰۹.
- رفتن به ورتکس: راهنمایی مراقبه CD و راهنمای کاربر توسط استر و جری Hicks. تاریخ انتشار ۱۵ نوامبر 2010. Published by Hay House، ۲۰۰۹.

## تمرین 68 ثانیه استر هیکس
استر هیکس تمرینات زیادی را برای افزایش انرژی مثبت و ارتعاشات فردی ایجاد کرده است. از محبوب ترین تمارین وی میتوانیم تمرین 68 ثانیه را نام ببریم. این تمرین به سادگی برای تمامی افراد قابل اجرا می‌باشد. 
برای شروع تمرین 68 ثانیه، تنها کافی است که خواسته یا هدف خود را در ذهن‌تان مجسم کنید. در طی این ثانیه‌ها نباید چیزی جز هدف در فکرتان باشد. بهتر است زمانی که احساس خوبی دارید این تمرین را انجام دهید تا با مقاومت ذهن ناهشیار روبرو نشوید. تکرار مداوم این تمرین باعث خواهد شد تا دستیابی به آن هدف برای شما قابل باور پذیرتر شود.
هرگاه در طی انجام تمرین 68 ثانیه استر هیکس با افکار منفی روبرو شدید تلاش کنید تا با پرسش سوالات ریشه‌ای، افکار منفی‌تان را رمزگشایی کنید. چرا نمیتوانم به آن برسم؟ چه چیزی در من وجود دارد که خود را لایق آن نمیدانم؟ پاسخ این سوالات راهنمایی برای شما خواهد بود تا با مقاومت ذهنی خود آشنا شوید.